# Apamea polyodon
Apamea polyodon är en fjärilsart som beskrevs av Carl von Linné 1761. Apamea polyodon ingår i släktet Apamea och familjen nattflyn. Inga underarter finns listade i Catalogue of Life.